# Estrablin
Estrablin és un municipi francès situat al departament de la Isèra i a la regió d'Alvèrnia-Roine-Alps. L'any 2007 tenia 3.311 habitants.

## Demografia

### Població
El 2007 la població de fet d'Estrablin era de 3.311 persones. Hi havia 1.250 famílies de les quals 218 eren unipersonals (96 homes vivint sols i 122 dones vivint soles), 453 parelles sense fills, 509 parelles amb fills i 70 famílies monoparentals amb fills.
La població ha evolucionat segons el següent gràfic:
Habitants censats

### Habitatges
El 2007 hi havia 1.316 habitatges, 1.263 eren l'habitatge principal de la família, 9 eren segones residències i 44 estaven desocupats. 1.179 eren cases i 134 eren apartaments. Dels 1.263 habitatges principals, 1.018 estaven ocupats pels seus propietaris, 217 estaven llogats i ocupats pels llogaters i 27 estaven cedits a títol gratuït; 5 tenien una cambra, 52 en tenien dues, 122 en tenien tres, 433 en tenien quatre i 651 en tenien cinc o més. 1.073 habitatges disposaven pel capbaix d'una plaça de pàrquing. A 470 habitatges hi havia un automòbil i a 728 n'hi havia dos o més.

### Piràmide de població
La piràmide de població per edats i sexe el 2009 era:
| Homes | Edats   | Dones |
| ----- | ------- | ----- |
| 0     | 95 o +  | 4     |
| 0     | 90 a 94 | 12    |
| 4     | 85 a 89 | 8     |
| 12    | 80 a 84 | 20    |
| 32    | 75 a 79 | 44    |
| 32    | 70 a 74 | 40    |
| 80    | 65 a 69 | 68    |
| 88    | 60 a 64 | 68    |
| 108   | 55 a 59 | 100   |
| 200   | 50 a 54 | 160   |
| 128   | 45 a 49 | 172   |
| 132   | 40 a 44 | 108   |
| 88    | 35 a 39 | 132   |
| 128   | 30 a 34 | 112   |
| 96    | 25 a 29 | 28    |
| 108   | 20 a 24 | 84    |
| 124   | 15 a 19 | 116   |
| 144   | 10 a 14 | 80    |
| 156   | 5 a 9   | 88    |
| 60    | 0 a 4   | 68    |

## Economia
El 2007 la població en edat de treballar era de 2.230 persones, 1.622 eren actives i 608 eren inactives. De les 1.622 persones actives 1.517 estaven ocupades (818 homes i 699 dones) i 105 estaven aturades (41 homes i 64 dones). De les 608 persones inactives 261 estaven jubilades, 170 estaven estudiant i 177 estaven classificades com a «altres inactius».

### Ingressos
El 2009 a Estrablin hi havia 1.256 unitats fiscals que integraven 3.340 persones, la mediana anual d'ingressos fiscals per persona era de 20.981,5 €.

### Activitats econòmiques
Dels 191 establiments que hi havia el 2007, 2 eren d'empreses alimentàries, 4 d'empreses de fabricació de material elèctric, 1 d'una empresa de fabricació d'elements pel transport, 9 d'empreses de fabricació d'altres productes industrials, 44 d'empreses de construcció, 57 d'empreses de comerç i reparació d'automòbils, 11 d'empreses de transport, 7 d'empreses d'hostatgeria i restauració, 2 d'empreses d'informació i comunicació, 5 d'empreses financeres, 8 d'empreses immobiliàries, 11 d'empreses de serveis, 17 d'entitats de l'administració pública i 13 d'empreses classificades com a «altres activitats de serveis».
Dels 57 establiments de servei als particulars que hi havia el 2009, 1 era una oficina de correu, 1 una oficina bancària, 8 tallers de reparació d'automòbils i de material agrícola, 1 taller d'inspecció tècnica de vehicles, 1 autoescola, 6 paletes, 6 guixaires pintors, 8 fusteries, 6 lampisteries, 8 electricistes, 3 perruqueries, 5 restaurants, 1 tintoreria i 2 salons de bellesa.
Dels 17 establiments comercials que hi havia el 2009, 1 era una botiga de menys de 120 m², 3 fleques, 1 una carnisseria, 1 una botiga de congelats, 1 una botiga de roba, 5 drogueries i 5 floristeries.
L'any 2000 a Estrablin hi havia 34 explotacions agrícoles que ocupaven un total de 774 hectàrees.

## Equipaments sanitaris i escolars
L'únic equipament sanitari que hi havia el 2009 era una farmàcia.
El 2009 hi havia una escola elemental.

## Poblacions més properes
El següent diagrama mostra les poblacions més properes.